# Justus Pysall
Justus Pysall (* 1961 in Braunschweig) ist ein deutscher Architekt.

## Leben
Justus Pysall schloss sein Architekturstudium an der Technischen Universität Braunschweig mit dem akademischen Grad eines Diplom-Ingenieurs ab. Er arbeitete zunächst bei Foster Associates in London und lehrte zeitgleich an der Architectural Association School of Architecture. Anschließend arbeitete er bis zu seiner Rückkehr nach Deutschland im Architekturbüro von Jean Nouvel in Paris. Als selbstständiger Architekt firmierte Justus Pysall in Partnerschaft mit Peter Ruge unter Pysall.Ruge Architekten in Berlin und in Hangzhou, China. Seit 2011 führt er das Büro Pysall Architekten.
Justus Pysall referiert national und international, u. a. in den USA, Brasilien, Italien, Polen und Russland. Er ist Mitglied der Architektenkammer Berlin, im Bund Deutscher Architektinnen und Architekten (BDA), im Architekten- und Ingenieurverein zu Berlin-Brandenburg (dort auch Mitglied im Schinkelausschuss), in der Deutschen Gesellschaft für Nachhaltiges Bauen (DGNB) und in der Bundesstiftung Baukultur.

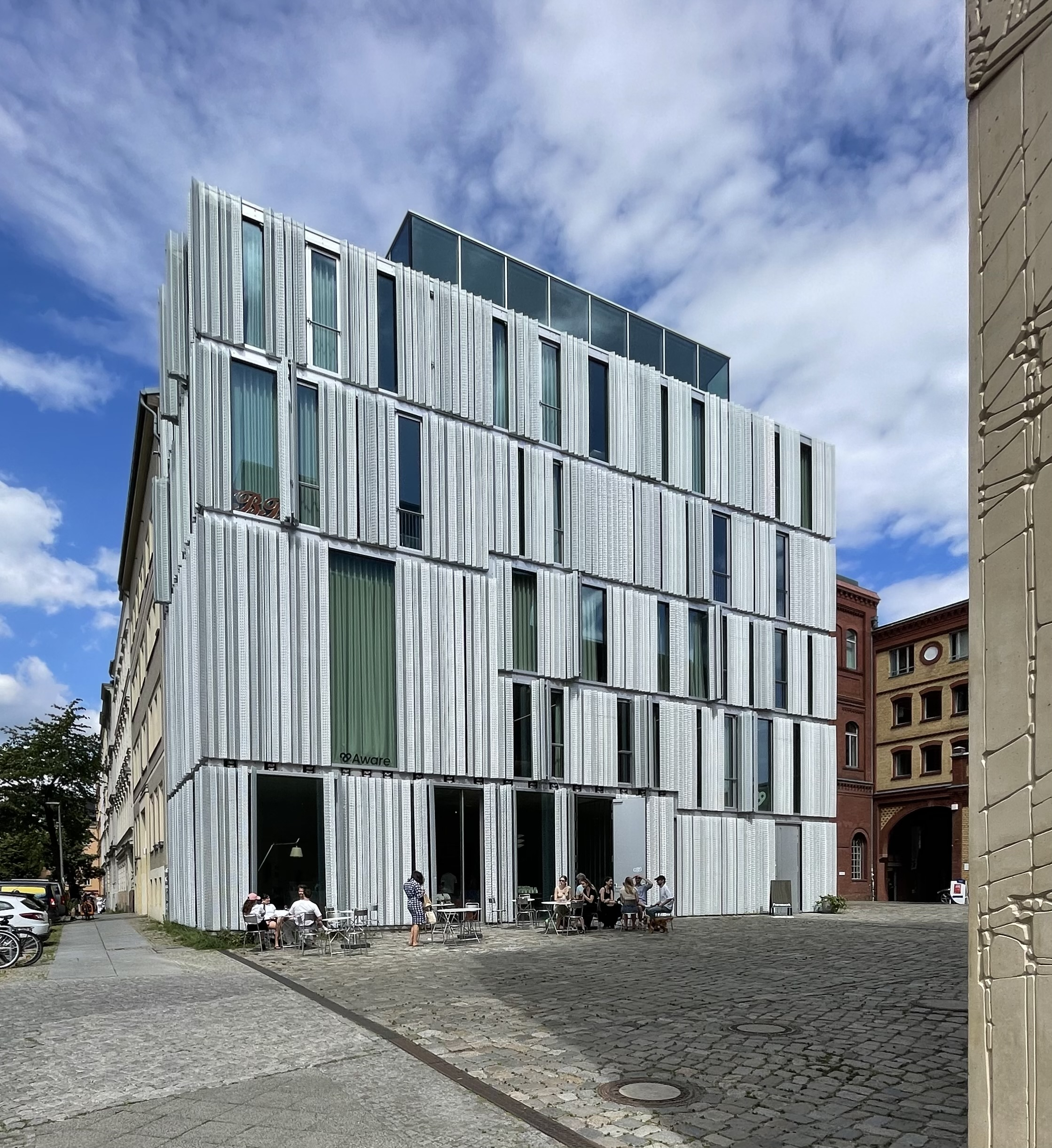
Atelierhaus Pfefferberg, Berlin

## Bauten (Auswahl)
- 2008: LTD_1, Hamburg
- 2010: Polnisches Luftfahrtmuseum in Krakau
- 2019: Atelierhaus Pfefferberg, Berlin

## Auszeichnungen und Nominierungen (Auswahl)
- LTD_1 in Hamburg, 2008 – erste Goldzertifizierung der Deutschen Gesellschaft für Nachhaltiges Bauen für ein Bürogebäude[5] 2010; Best Architects 11,[6] Düsseldorf 2010; BDA Hamburg Architektur Preis 2008[7]
- Polnisches Luftfahrtmuseum in Krakau, 2010 – Cemex Building Award 1. Preis, Monterrey 2011; The Janusz Bogdanowski Award, Krakau 2010;[8] Preis für Nachhaltige Architektur Polish Green Building Council (PLGBC), 2011[9]